# Дукс (завод)
Заво́д «Дукс» (Dux) — императорский (до 1917 года) самолётостроительный завод в Москве, в районе Беговой.
Основатель и владелец завода — инженер Юлий (Юлиус) Александрович Меллер. Год основания — 1893. Предприятие производило самолёты, а также велосипеды, мотоциклы, дрезины, автомобили, аэросани, дирижабли.

## История

### Основание и работа в Российской Империи
Уроженец Эстляндской губернии Юлий Александрович Меллер (с 1915 года — Брежнев), имевший неплохое образование, приехал из города Вейсенштейн в Москву в конце 1880-х годов. 

«В начале 1890-х годов Юлий Александрович женился на дочери московского купца Брежнева, получив огромное по тем временам приданое в 300 тысяч рублей. Часть этой суммы он потратил в 1893 году на покупку небольшой механической мастерской на Садово-Триумфальной улице, д. 170 в Москве по соседству с цирком Никитиных. В каменном сарае 10 рабочих изготовляли трапеции, стремянки, лестницы, подставки для цирковых аттракционов и трубы парового отопления».
Позже Юлий Меллер наладил сборку набиравших популярность велосипедов, переименовав предприятие в «Фабрику велосипедов „Дукс“ Ю. Меллер и К°»; Dux в переводе с латыни — «вождь». Меллер состоял членом Московского общества велосипедистов-любителей.
В Москве фирменный магазин велосипедов открылся в 1895 году, а в Санкт-Петербурге — в 1898 году. В 1896 году велосипеды «Дукс» представлены на Всероссийской Художественно-промышленной выставке в Нижнем Новгороде. Это было несколько дорожных, легкодорожных и гоночных моделей, две трёхколесных модели, два тандема и квадруплет. Московский велосипедный журнал «Циклист» в отчёте о выставке писал: 

«Все велосипеды фабрики „Дукс“ выглядели изящно, имели узкую каретку, раму модели 1896 года и лёгкий вес».
 За свои велосипеды Ю. А. Меллер получил Бронзовую медаль выставки.

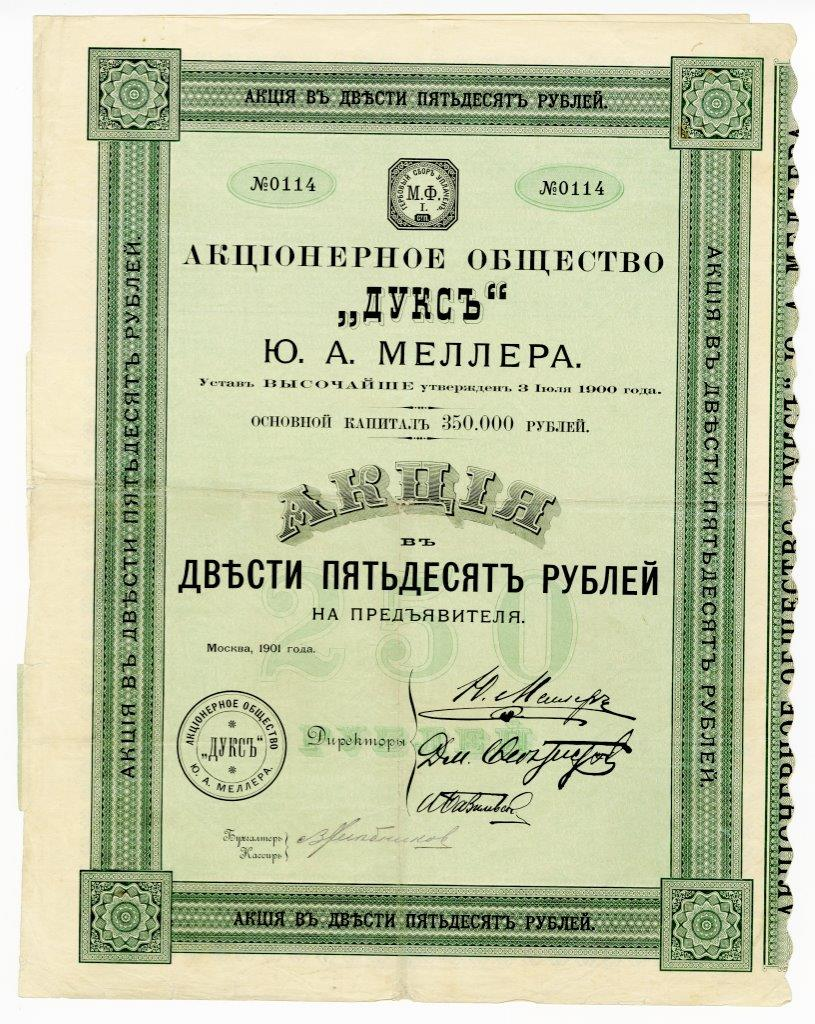
Акция в 250 руб. на предъявителя Акционерного общества «Дукс» Ю. А. Меллера с основным капиталом в 350 тыс. руб. Москва, 1901 год

В 1900 году фирма была преобразована в «Акционерное общество „Дукс“ Ю. А. Меллера» с уставным капиталом в 35 тысяч рублей. К этому времени на фабрике работали 115 человек, её обслуживали три паровых двигателя по 53 л. с. каждый; ежегодно производилось около 1 000 велосипедов.
В конце 1900 года пожар повредил фабрику и весной 1901 года Меллер решил купить под новый завод место в районе Тверской Ямской слободы. К концу 1901 года обновлённое предприятие вновь заработало.
С 1901 года предприятие располагалось по адресу: Москва, Тверская застава, 2-й Сущёвский район (район «Ямская Слободка»), Чоколов проезд; с 1903 года — Верхний проезд; с 1907 года — 2-я улица Ямского поля; с 3 марта 1934 года — улица Правды, дом № 8.
В первые годы XX столетия «Дукс» расширил ассортимент своей продукции. Вначале здесь строились различные варианты мотодрезин и автомобилей на железнодорожном ходу. Затем фабрика начала производить мотоциклы и автомобили. Первым автомобилем «Дукса» была партия паровых автомобилей, похожих на американские паровики «Стенли». За эти паромобили в 1902 году на конкурсе в Михайловском манеже фирма получила два первых приза. Параллельно с этим на «Дуксе» стали выпускать мотоциклетки со швейцарскими двигателями «Мото-Рев» (Мото-Мечта).

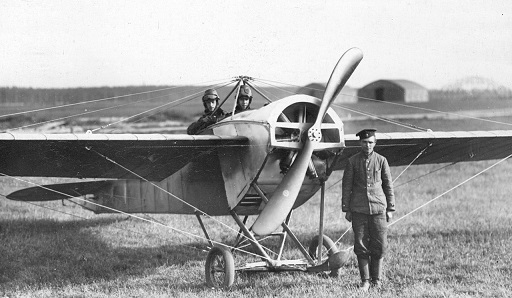
Самолёт Ньюпор-IV (Дукс № 3). Россия, 1912

Автомобили «Дукс» удачно участвовали в соревнованиях. Так, 13 марта 1902 года в Санкт-Петербурге, в Михайловском манеже, был проведён конкурс с названием «На ловкость управления автомобилем». Среди победителей оказалась дама Гильгендорф, соревновавшаяся на двухместном паровом автомобиле «Дукс». Самым изящным экипажем был признан «Дукс-Локомобиль». Однако, несмотря на широко поставленную рекламу и победы в соревнованиях, паромобили не нашли большого сбыта в России. Идею выпуска паровых авто пришлось оставить и начать выпуск экипажей с карбюраторным двигателем как более популярных.
Коммерческая деятельность предприятия протекала весьма успешно. Оно располагало собственными магазинами в Москве и Санкт-Петербурге. Главным рынком сбыта автомобилей «Дукс» был Санкт-Петербург, где акционерное общество составило себе видное положение и имело роскошный магазин со специальным автомобильным залом. Доход фирмы «Дукс» в 1904 году составил 457 350 руб., в том числе от продажи велосипедов — 213 190 руб., дрезин — 14 000 руб. и автомобилей — 176 900 руб. Годовая прибыль составила 92 350 руб. Акционерное общество хорошо поставило рекламную деятельность, что позволяло успешно сбывать продукцию. В состав правления АО в разные годы входили, кроме самого Юлия Меллера, его брат И. А. Меллер и жена А. Н. Меллер.

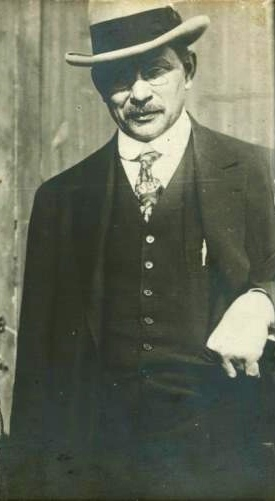
Юлий Меллер. Россия, 1914

После Русско-японской войны предприятие открывает новое направление — авиационное.
После переделок и устранения выявленных дефектов 10 августа 1910 года аэроплан № 1 типа «Фарман» производства фабрики АО «Дукс Ю. А. Меллер» под управлением пилота С. И. Уточкина впервые поднялся в воздух с аэродрома Московского Общества воздухоплавания на Ходынском поле. В первом же полёте было установлено три рекорда: «на продолжительность», «с пассажиром» и «на высоту».
Аэропланы «Дукс» сразу же стали одними из лучших русских самолётов того времени. В августе 1913 года на модели «Ньюпор-IV» дуксовского производства («Дукс № 3») лётчик штабс-капитан Пётр Николаевич Нестеров впервые в мире выполнил «мёртвую петлю», впоследствии названную его именем. Завод также производил самолёты Фарман VII (1912), Фарман XV, Фарман XVI (1913), Ньюпор-17.
В 1910 году на заводе «Дукс» по проекту А. М. Шабского был построен мягкий дирижабль «Ястреб» объёмом 2800 м3, первый полёт которого состоялся 5 ноября 1910 года.
20 августа 1912 года экипаж в составе пилота штабс-капитана Шабского, поручиков Тихонравова, Кжичевского и группы механиков поднял «Ястреб» на высоту 1 800 метров над Царским Селом, установив мировой рекорд высоты в классе лёгких дирижаблей.
В 1910 году Меллер стал одним из учредителей и заместителем председателя Московского общества воздухоплавания.
В 1911 году фабрикант построил свой вариант зимних моторных саней (аэросаней) с авиационным двигателем. Первые публичные соревнования аэросаней в Москве прошли в январе 1912 года.
С 1912 года завод «Дукс» полностью перешёл на изготовление аэропланов. Для производства лётных испытаний предприятие имело четырe ангара на окраине Ходынского поля.

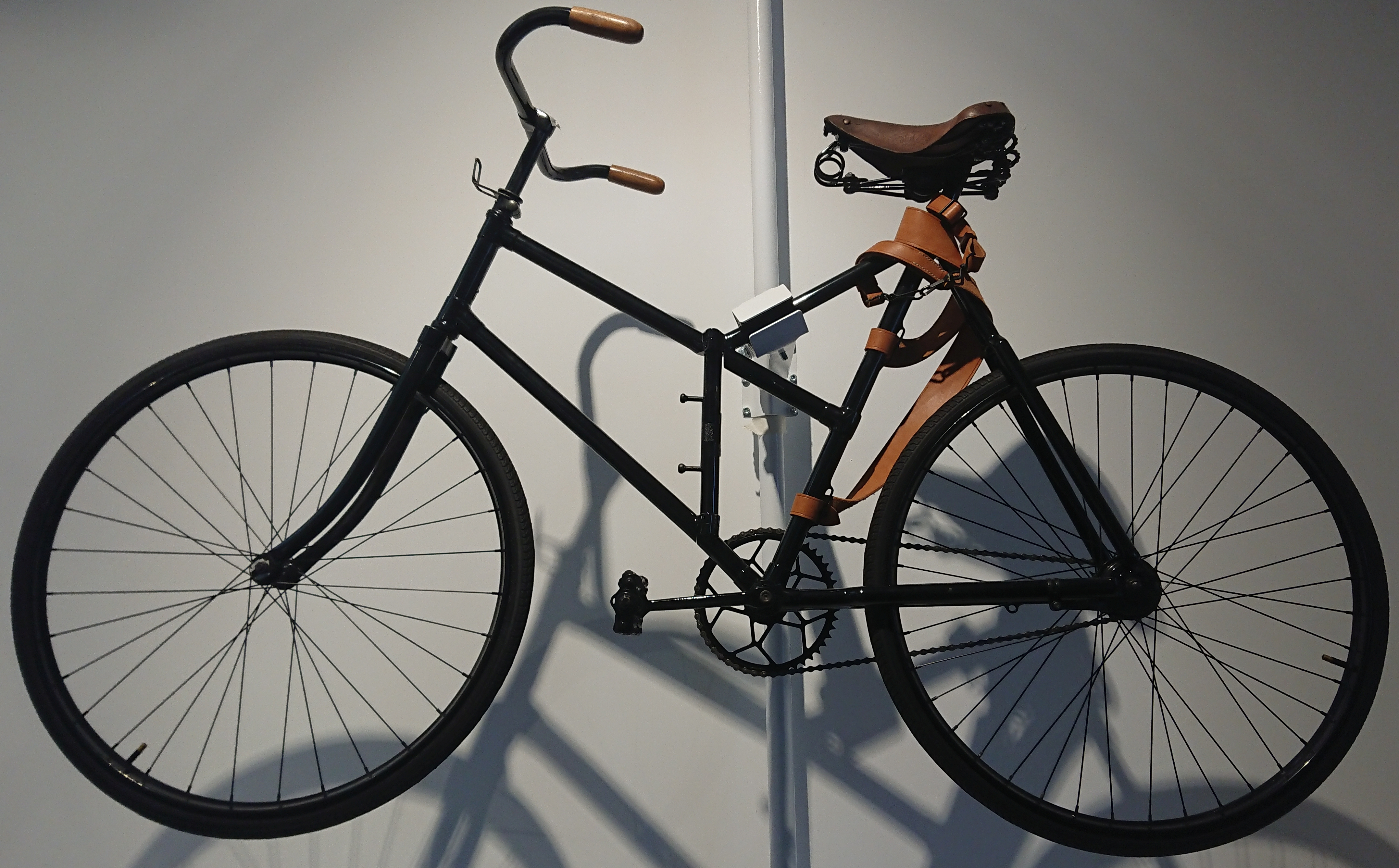
Велосипед Дукс-Боевой, 1914. Экспозиция Музейного комплекса УГМК (Свердловская область, г. Верхняя Пышма)

После начала Первой мировой войны Ю. А. Меллер сменил в 1915 году свою немецкую по происхождению фамилию на фамилию жены и стал Брежневым.
На «Дуксе» производилось 22 типа самолётов, включая гидропланы. Помимо них, фабрика также строила дирижабли. «Дукс» стал основным поставщиком самолётов для русской армии. В годы Первой мировой войны Военному ведомству России было сдано 1 569 самолётов и гидропланов. В 1917 году завод выпускал до 60-70 аэропланов ежемесячно, став одним из крупнейших производителей аэропланов в России. Всего в 1910—1917 годах «Дукс» построил более 1 750 самолётов разных моделей — это треть от всех построенных в то время в России.
Самолёты строились по импортным лицензиям и без них, по фирменным чертежам и без них, разбирая экземпляр импортного самолёта и составляя свои чертежи по готовым деталям. В связи с этим на заводе образовали свою чертёжно-конструкторскую группу, позже оформившуюся в авиационное конструкторское бюро.
После Октябрьской революции 1917 года Юлий Меллер (Брежнев) эмигрировал во Францию (видимо, вместе с женой и сыном Александром); сведений о его дальнейшей судьбе нет. Завод «Дукс» был оставлен на брата Ивана. Иван Меллер руководил заводом «Дукс» до своей смерти в апреле 1918 года.
В дальнейшем завод, национализированный декретом Совета народных комиссаров в декабре 1918 года, работал и дальше, но автомобили больше не выпускал.

### 1918—1941 годы
19 февраля 1919 года завод был переименован в Государственный авиационный завод № 1 (ГАЗ № 1). В 1920-х годах авиационное направление деятельности предприятия активно развивалось; на месте ангаров строились новые корпуса на территории Центрального аэродрома вдоль Ленинградского шоссе в Москве (в дальнейшем — Ленинградский проспект).
В 1920—1922 годах под руководством Н. Н. Поликарпова техническим отделом завода на основе имеющихся чертежей и обмеров деталей готовилась документация для постройки самолётов в Советской России с использованием импортных комплектующих и учётом различий в имеющихся материалах, оборудовании и комплектующих изделиях.
Так, в 1921 году на ГАЗ № 1 изготовили 20 аэропланов «Де Хевилленд», DH.4 с итальянскими двигателями «Фиат» мощностью 240 л. с. Одновременно заложили первую серию DH.9 с двигателями «Даймлер» мощностью 260 л. с. Поступление новой техники позволило в том же году довести количество «де хевиллендов», используемых Красным Воздушным Флотом, до 40-50 единиц. В 1926 году был пристроен четырёхэтажный сборочный корпус.
К 1930 году на Ходынском поле был возведён большой корпус самолётостроительного цеха, а также заготовительные цеха. К началу 1930-х годов завод № 1 ежемесячно выпускал до 100 самолётов, изготавливая все необходимые детали и узлы, кроме моторов и приборов.
В 1931 году было принято решение из состава ГАЗ № 1 выделить ряд специализированных производств: самолётостроительное, точного приборостроения, радиаторное, колёсное и велосипедное.
На базе станочного парка «Дукса» было создано новое предприятие — 1-й московский велозавод, здания для которого построены в 1929—1933 годах у Камер-Коллежского вала. Здесь приступили к производству велосипедов и мотоциклов.
Позже предприятие неоднократно меняло специализацию и названия:
- с марта 1941 — Московский мотоциклетный завод «Искра»;
- с мая 1951 — завод № 663 МПСС, (ПКБ с 1951), а/я 3365;
- с 1965 — Московский приборный завод «Мосприбор»;
- с 1972 — в ЦКБ «Алмаз»;
- с марта 1973 — в ЦНИИ «Комета»;
- с 1979 — НПО «Комета»;
- с 1985 — ЦНПО «Комета»;
- в настоящее время — ФГУП "ЦНИИ «Комета». (Адрес: 115280, Москва, улица Велозаводская, 5).

Производство, оставшееся в старых корпусах «Дукса» на 2-й улице Ямского Поля, в октябре 1931 года было разделёно на два завода: № 31 и № 32.
Завод № 32 в ноябре 1941 года стал машиностроительным заводом № 43, позже носил название «Коммунар», и лишь в постсоветское время в 1993 году к столетию основания предприятия ему вернули первоначальное имя «Дукс».
Дo начала Второй мировой войны заводы-последователи деятельности «Дукса» выпускали широкую номенклатуру авиационной техники:
- завод № 1 — самолёты И-15 бис, И-153, ББ-22, МиГ-3;
- завод № 39 — самолёты Григорович И-1, И-2, И-3, И-15, И-16, Р-1, Р-5, ДБ-3, ДБ-3Ф.

К началу Великой Отечественной войны предприятие ГАЗ № 1 оставалось единственным специализированным заводом по авиационному вооружению.

### Великая Отечественная война
Осенью 1941 года ГАЗ № 1 был эвакуирован в город Куйбышев (ныне Самара), где 8 октября того же года открыл производство. Завод не подвергался реэвакуации и работает в Самаре в настоящее время как предприятие ЦСКБ-Прогресс.
В октябре 1941 года завод № 39 был эвакуирован в Иркутск, где находится и по настоящее время, став ОАО «Иркут».
На базе оставленных в Москве производственных мощностей бывшего авиазавода № 1 имени ОСОАВИАХИМа с октября 1941 года была организована aвиаремонтная база Западного фронта.
Согласно решению ГКО от 17 декабря 1941 года, на бывшую производственную территорию авиазавода № 1, расположенную на Ходынском поле, переведён опытный завод № 30 из подмосковного города Дубна. Предприятию была поставлена задача (Постановление ГКО от 25 января 1942 года) в кратчайшие сроки освоить производство штурмовиков Ил-2. В феврале 1942 года на Центральном аэродроме имени М. В. Фрунзе представителям ВВС переданы изготовленные из сохранившегося задела завода № 1 последние истребители МиГ-3.
На территорию бывшего авиазавода № 39 в 1942 году был реэвакуирован авиазавод № 381 из Нижнего Тагила, куда тот, в свою очередь, был эвакуирован из Ленинграда. На предприятии с октября 1942 года освоено изготовление истребителей Ла-5 и Ла-7.

### Завод на Ходынском поле после 1945 года
По окончании войны выпуск Ил-2 на заводе № 30 был свёрнут. С 1946 года здесь освоено производство пассажирского самолёта Ил-12, которых было изготовлено 659 машин всех модификаций до прекращения выпуска в 1949 году.
На заводе № 381 в конце 1945 года завершается производство Ла-7, которых на этом московском предприятии выпущено 1298 штук. Завод № 381 участвует в выпуске опытных серий самолётов И-250 (приказом НКАП № 311 от 27 июля 1945 г.) и Ла-150 (приказом НКАП № 331 от 10/11 августа 1945 г предписывалось построить опытную серию из пяти истребителей Ла-150 с двигателями Jumo-004). В 1946 году параллельно с И-250 и Ла-150 на заводе делали фюзеляжи двух опытных УТИ МиГ-9 для ОКБ-155, детали двигателей ТР-1 для завода № 45, а в конце года — агрегаты учебного бомбардировщика УТБ (всё это не считая гражданской продукции и изделий широкого потребительского назначения).
В 1949 году заводом № 381 выпущена партия МиГ-15 (75 штук).
В связи с необходимостью освоения производства тактического бомбардировщика Ил-28 и значительными объёмами его производства в 1950 году заводы № 30 и № 381 объединены в единый Авиационный завод № 30. В 1949—1955 годах на заводе № 30 объём производства Ил-28 доходил до 100 машин в месяц. С этого времени цеха, располагающиеся на территории бывшего завода № 381, специализируются на изготовлении фюзеляжа (крупных сборочных единиц) и входящих механических деталей, а цеха «старого» завода № 30 — на изготовлении компонентов систем планера, деталей и окончательной сборке изделия. В 1965 году завод № 30 получил название «Московский машиностроительный завод (ММЗ) „Знамя Труда“», в 1973 году преобразован в Московское авиационное производственное объединение (МАПО). С 1992 г. — МАПО им. П. В. Дементьева, с 1995 г. — МАПО «МиГ». Ныне — Производственный центр им. П. А. Воронина.

### Дальнейшая эволюция предприятия

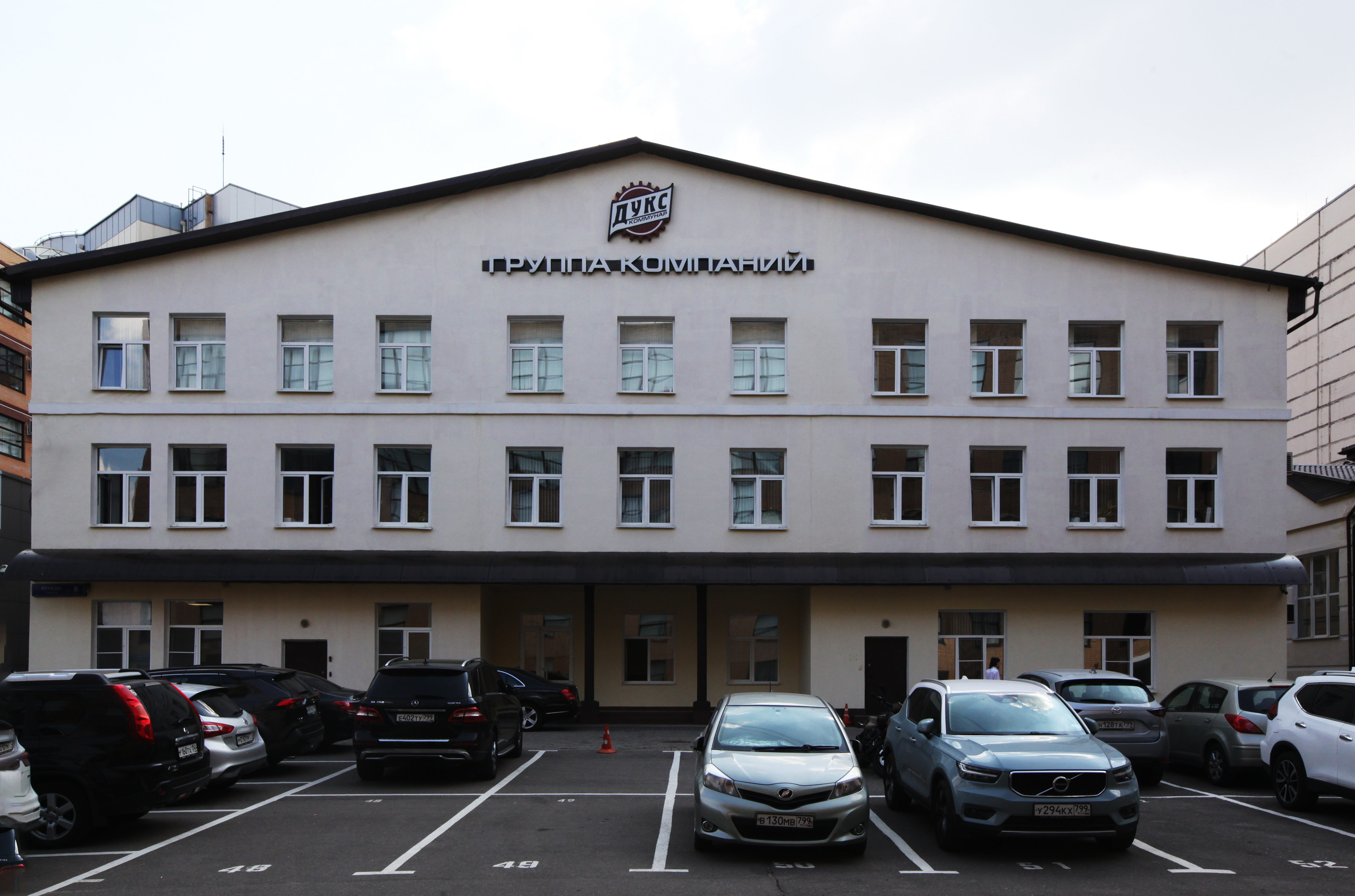
Офис группы компаний «Дукс» на улице Правды в Москве

С 1950-х годов предприятие, оставшееся на исторической площадке «Дукса» (улица газеты «Правда», дом 8) становится специализированным серийным предприятием по выпуску авиационного вооружения: стрелково-пушечное, ракеты класса «воздух-воздух». Началось кардинальное переустройство предприятия. На заводе построили и оборудовали подземный тир, где проверялось функционирование пулемётов и пушек в составе установок с реальными боеприпасами. На территорию подвели железнодорожную ветку. С 1963 года предприятие стало называться Московский машиностроительный завод «Коммунар».
Был освоен серийный выпуск дистанционно управляемых пушечных установок ДК-12, ДК-20, ДК-20С для стратегических бомбардировщиков ТУ-16, ТУ-22, ТУ-95 и установок НУВ-1 и УСПУ-24 для вертолётов Ми-4, Ми-8, Ми-24. В 1960-е годы организован выпуск подвесных пушечных контейнеров СППУ-6, СППУ-22-01 с дистанционно управляемым подвижным оружием для фронтовой авиации.
С 1957 года началось производство ракет «воздух-воздух» РС-2УС, а с 1960 года — ракет Р-3С. Далее завод освоил производство ракет Р-3Р, Р-13М, Р-60 и Р-73. Для каждого типа ракет на предприятии был организован выпуск авиационного пускового устройства, подвешиваемого под крылом или фюзеляжем боевого самолёта.
В 1970—1980 годах ежемесячные объёмы производства ракет нескольких наименований достигали 1 000 шт. Параллельно выпускались различные авиационные агрегаты, номенклатура которых составляла более сотни наименований. Кроме того, на предприятии выпускались различные модели пылесосов «Чайка». За заводом был закреплён статус головного предприятия отрасли по серийному выпуску управляемых ракет «воздух-воздух» малой дальности и ближнего манёвренного боя, авиационных пусковых устройств и установок стрелково-пушечного вооружения самолётов и вертолётов.
В 1993 году заводу вернули историческое название «Дукс».
Основной продукцией АО «Дукс» являются ракеты класса «воздух-воздух» ближнего высокоманёвренного боя Р-73, Р-73Э (экспортный вариант) и их пусковые устройства.

## Санкции
23 июня 2023 года, из-за вторжения России на Украину, завод включён в санкционный список всех стран Евросоюза так как он «несёт ответственность за поддержку Правительства России, которое несет ответственность за аннексию Крыма и дестабилизацию Украины», в частности завод производит ракеты Р-73 которые «используются российскими истребителями Су-27 в агрессивной войне против Украины». 21 февраля 2024 года завод включён в санкционный список Канады против организаций связанных с военно-промышленным комплексом".
Позднее, по аналогичным основаниям, завод попал под санкции США, Украины и Швейцарии.